# زوفا
زوفا (نام علمی: Hyssopus officinalis) گیاهی است پایا از تیره نعنائیان که به حالت خودرو می‌روید. ریشه‌اش ضخیم و منشعب و ساقه‌هایش نسبتاً چوبی و برگ‌هایش کوچک و متقابل و نوک‌تیز و بسیار معطر می‌باشد. گل‌هایش زیبا و معطر است. اسانس این گیاه مشابه اسانس نعناع است و مصرف طبی دارد.
این گیاه چند ساله است که تا ۶۰ سانتی‌متر رشد می‌کند و عملکرد دارویی آن خلط‌آور و ضدعفونی‌کننده است. این گیاه بحالت خودرو در نواحی جنوب اروپا، ایران، هند، ترکیه و قفقاز می‌روید. برگ‌های آن کوچک، خط‌دار، نوک‌تیز و سبزرنگ است که بسیار معطر می‌باشد. گل‌های آن آبی و گاهی سفید اند که در انتهای ساقه ظاهر می‌شود.

## خواص زوفا
سرشاخه‌های گلدار این گیاه جزو اندام دارویی آن حساب می‌شوند و عملکرد خلط‌آور و ضدعفونی‌کننده دارند. اسانس (پینوکامفن، آلفا و بتا پینن)، تانن و مواد تلخ جز ترکیبات مهم این گیاه هستند.
زوفا برای درمان بیماری‌هایی همچون:
- ناراحتی‌های تنفسی
- سرفه
- التهابات برونشی
- گرفتگی بینی

مورد استفاده قرار می‌گیرد. این گیاه دارای روغنی می‌باشد که محرک ملایم گردش خون است. مهمترین اثرات این گیاه عبارتند از:
- خلط آور
- ضد میکروب
- ضدعفونی‌کننده
- ضد ویروس[۲]

## طریقهٔ مصرف زوفا
این گیاه را به دو صورت جوشانده و تنتور مصرف می‌کنند و البته در بالا نیز گفته شد که روغن این گیاه نیز موجود است و محرک ملایم گردش خون می‌باشد.

### طریقهٔ مصرف جوشانده این گیاه
۱۰ گرم از این گیاه را به همراه یک لیوان آب به مدت ۵ دقیقه جوشانده، صاف کرده و مصرف می‌کنیم. این میزان تا سه بار در روز می‌تواند تکرار شود.

### طریقهٔ مصرف تنتور این گیاه
روزانه ۲ تا ۴ میلی لیتر در دو یا سه نوبت.

## مضرات زوفا
این گیاه به دلیل علائم شبیه صرع و ایجاد تشنج در مداوای بیماران عصبی مزاج منع مصرف دارد. خانم‌های باردار و شیرده بهتر است از آن استفاده نکنند. افرادی که کبد حساسی دارند از مصرف آن خودداری کنند.
حتماً برای مصرف این گیاه با متخصص داروی گیاهی مشورت کنید.